# Bianchi (Familie)

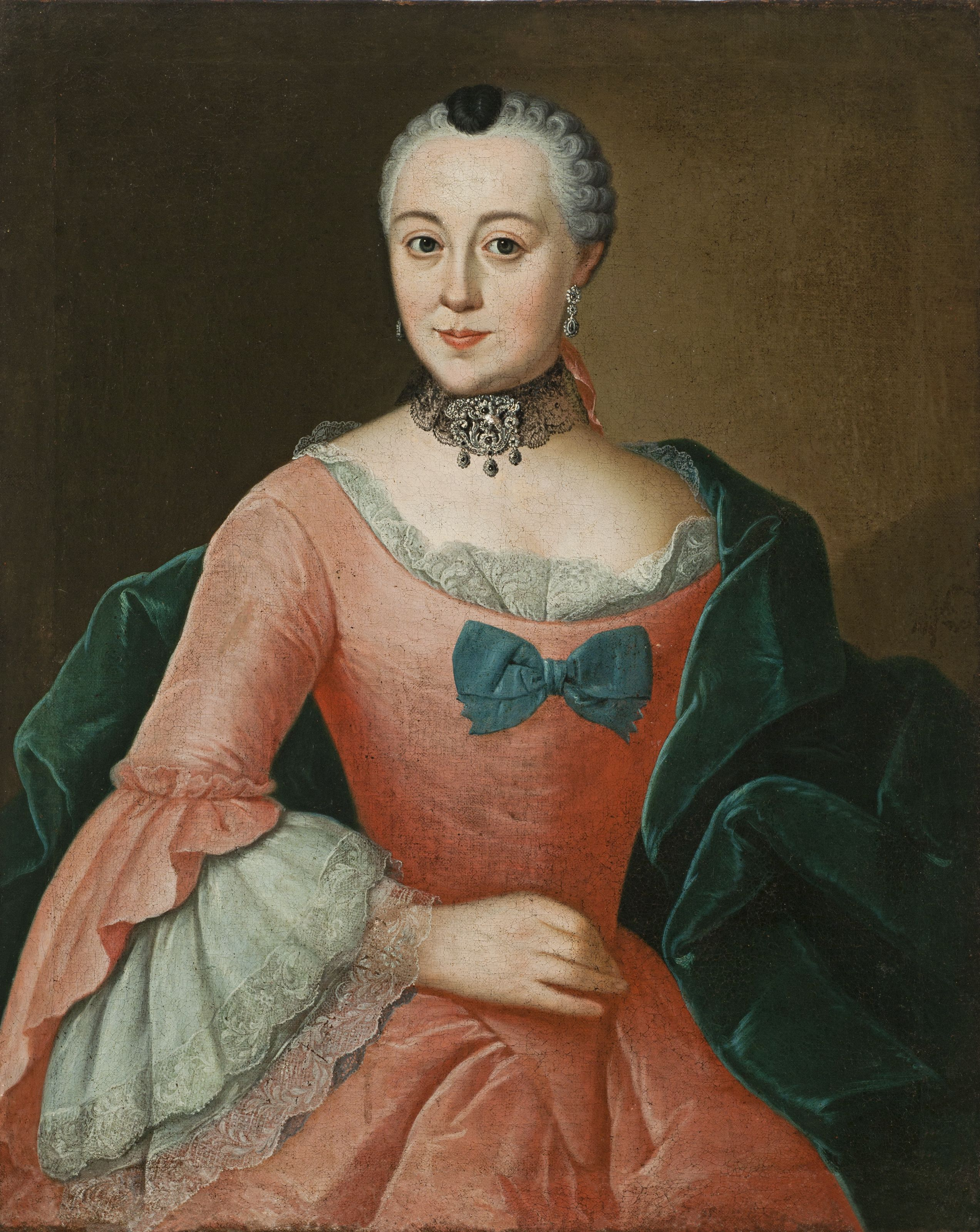
Ölgemälde, das der Heilbronner Überlieferung nach Maria Catharina Bianchi geb. Bellino zeigen soll

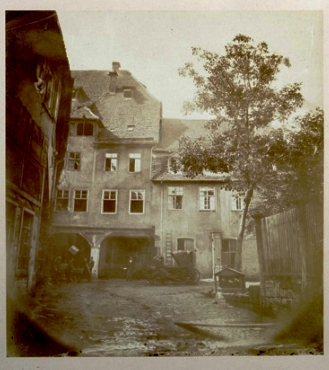
Die Mayer’sche Apotheke war das Wohnhaus der Familie Bianchi.

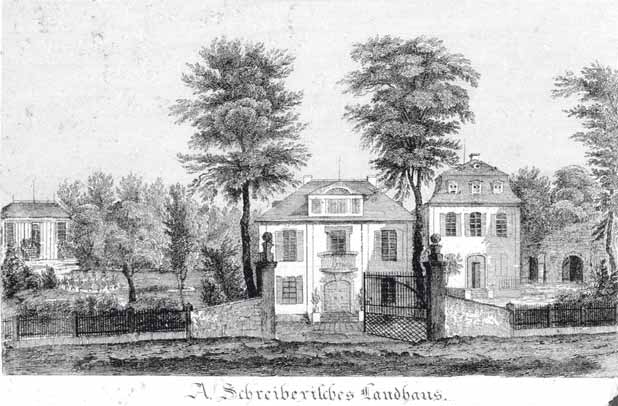
Das Landhaus der Familie Bianchi in Sontheim (später das Schreiberische Landhaus) auf einem Stahlstich von Theodor Rausche (1845)

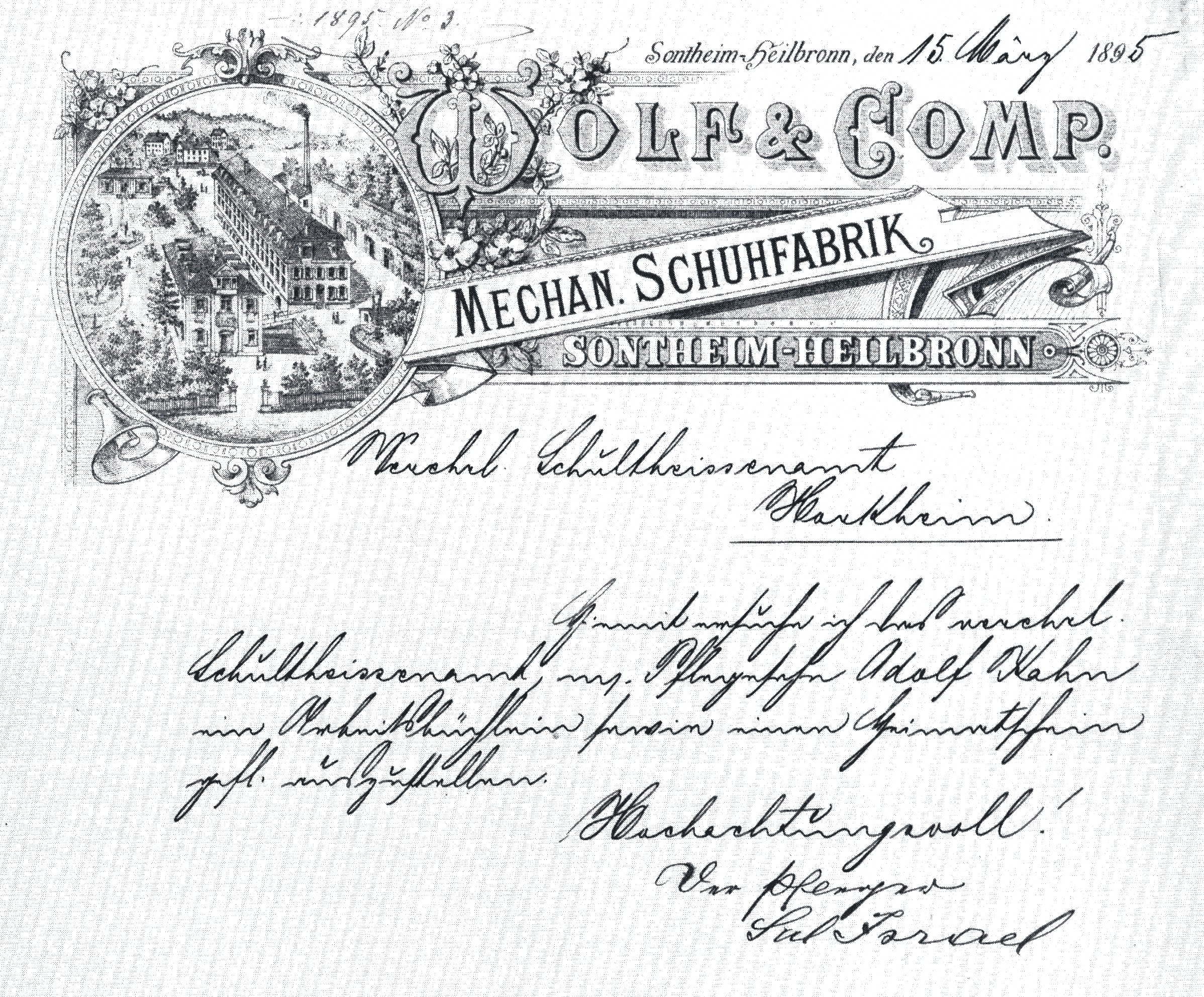
Die Firma Wolko mit dem ehemaligen Schreiberischen Landhaus

Die Familie Bianchi war eine italienische Kaufmannsfamilie, die von 1697 bis 1789 in Heilbronn ansässig war. Im benachbarten Sontheim besaß sie eine Tabakfabrik.

## Geschichte
Antonio Bianchi war vor dem Jahre 1697 nach Heilbronn gekommen und arbeitete als Angestellter. Ab 1703 machte er sich selbstständig. Schon vor 1709 befand sich ein anderer Bruder, Francesco Bianchi, in Heilbronn. Er schloss sich mit seinem Bruder Antonio zu einer Handelsgesellschaft zusammen. In zweiter Ehe des Francesco Bianchi mit Maria Josepha wurde die einzige Tochter Francisca Josepha geboren, die später den Rottenburger Händler Johann Peter Bellino heiratete.
Antonio Bianchi heiratete in erster Ehe Magdalena Justina Calligari. Sie war die Tochter von Francesco Calligari und war als Hoflieferant in Hannover bekannt. Magdalena Justina Bianchi verstarb im Jahre 1706 im Alter von 37 Jahren und wurde im Heilbronner Clarakloster bestattet. Nachdem Magdalena Justina Bianchi verstorben war, heiratete der Witwer Antonio ein zweites Mal. Von der zweiten Ehegattin ist lediglich der Vorname Anna Maria bekannt. Als er im Dezember im Alter von 46 Jahren verstarb, wurde er im Heilbronner Clarissenkloster bestattet. Franz Anton Banchi wurde als Sohn von Antonio und Anna Maria Bianchi im Mai 1709 geboren und verstarb am 24. September 1769 in Heilbronn. Er war mit Maria Catherina verheiratet, einer geborenen Bellino aus Rottenburg oder Neckarsulm. Sie wohnten zuerst im späteren Geburtshaus Robert Mayers. Seit den 1730er Jahren erscheint Franz Anton Bianchi als der Herr Handelsmann Weiß (Weis) oder der Herr Anton Weiß in den Heilbronner Ratsprotokollen. Um 1760 entstand in Sontheim außerdem noch das Landgut des Francesco Antonio/Franz Anton mit Tabakfabrik, das danach August Schreiber und dann der jüdischen Schuhfabrik Wolko gehörte.
Maria Catherina verstarb 1783. Als einziger Sohn von Franz Anton und Maria Catherina Bianchi wurde Johann Anton Bianchi geboren. Nach Insolvenz im Jahre 1772 fehlt der Titel Herr, und Johann Anton Bianchi wird in den Ratsprotokollen der in Arrest befindliche Italiäner genannt.

## Stammbaum
Antonio Bianchi  (* 1662 in Bellagio; † Dezember 1708 in Heilbronn) ⚭ (in erster Ehe) Magdalena Justina Calligari (* 1669; † 1706 in Heilbronn)
1. Maria Francisca Bianchi († vor 1724 in Ludwigsburg) ⚭ (ca. 1723) Johann Paul Butti, Handelsmann in Ludwigsburg. Sie waren fünf Wochen und drei Tage miteinander verheiratet.

Antonio Bianchi  (* 1662 in Bellagio; † Dezember 1708 in Heilbronn) ⚭ (1708 in zweiter Ehe) Anna Maria. Nach dem Tod ihres Mannes hat sie sich vermutlich in Ehingen (Donau) wieder verheiratet.
1. Franz Anton Bianchi (* vermutlich Mai 1709 Heilbronn; † 24. September 1769 in Heilbronn) ⚭ (ca. 1735/38) Maria Catharina Bellino  (* 1703 Griante?; † 28. Februar 1783 in Sontheim). Sie stammte vermutlich aus Rottenburg.
  1. Maria Josepha Antonia Bianchi (* ca. 1739 Heilbronn) ⚭ (ca. 1761)  Anton Bellino? aus Rottenburg oder aus Neckarsulm († 1811 Sontheim?)
  2. Johann Anton Bianchi (* ca. 1740 in Heilbronn † vor 1799 in Sontheim)

Francesco Antonio Bianchi, Bruder des Antonio, († 1724 in Heilbronn) ⚭ (ca. 1709/10)  Bellino 
1. Francisca Josepha (* vor 1745 Rottenburg)⚭  Johann Peter Bellino (*aus Griante ?; † 1745 in Rottenburg),